# Billions (série télévisée)
Pour les articles homonymes, voir Billions.
Billions est une série télévisée américaine en 84 épisodes d'environ 55 minutes créée par Brian Koppelman, David Levien et Andrew Ross Sorkin, diffusée entre le 17 janvier 2016 et le 29 octobre 2023 sur Showtime et en simultané sur The Movie Network et la plateforme sur demande CraveTV au Canada.
Au Québec, elle est diffusée depuis le 17 mai 2016 sur Super Écran, et en Belgique depuis le 3 septembre 2016 sur BeTV. En France, la série est acquise par le groupe Canal+ à la suite d'un accord d'exclusivité conclu avec Showtime, elle est diffusée entre le 12 octobre 2017 et le 29 octobre 2023. En Suisse, diffusion sur Canal+ Suisse.

## Synopsis
Dans le monde de la haute finance à New York, le procureur Chuck Rhoades et l'ambitieux gestionnaire du hedge fund « Axe Capital » Bobby Axelrod s’affrontent en utilisant chacun leur considérable pouvoir d’influence pour détruire l’autre.

## Distribution

### Principaux
- Paul Giamatti (VF : Jean-Pol Brissart) : Charles « Chuck » Rhoades Jr.
- Maggie Siff (VF : Ariane Deviègue) : Wendy Rhoades
- David Costabile (VF : Michel Dodane (saisons 1 à 5 et 7) puis Georges Caudron (saison 6)) : Mike « Wags » Wagner
- Condola Rashād (VF : Laëtitia Lefebvre) : Kate Sacher
- Malin Åkerman (VF : Sybille Tureau) : Lara Axelrod (saisons 1 à 3, invitée saison 4)
- Toby Leonard Moore (VF : Stéphane Fourreau) : Bryan Connerty (saisons 1 à 4, invité saisons 5 et 7)
- Damian Lewis (VF : Jean-Pierre Michaël) : Bobby « Axe » Axelrod (saisons 1 à 5 puis 7)
- Asia Kate Dillon (VF : Youna Noiret) : Taylor Mason (saisons 3 à 7, récurrente saison 2)
- Kelly AuCoin (VF : Fabien Jacquelin) : « Dollar » Bill Stearn (saisons 4 à 7, récurrent saisons 1 à 3)
- Jeffrey DeMunn (VF : Philippe Catoire) : Charles Rhoades Sr. (saisons 3 à 7, récurrent saisons 1-2)
- Corey Stoll (VF : Serge Faliu) : Michael « Mike » Prince[6] (saisons 6 et 7, récurrent saison 5)
- Daniel Breaker (en) (VF : Sidney Kotto) : Scooter Dunbar[7] (saisons 6-7, récurrent saison 5)
- Sakina Jaffrey (VF : Nathalie Karsenti) : Daevisha « Dave » Mahar (saisons 6-7)
- Toney Goins (VF : Simon Koukissa-Barney) : Phillip Charyn (saison 7, récurrent saison 6)

### Récurrents
- Dan Soder (en) (VF : Emmanuel Lemire (saisons 1 à 5) puis Jean-Philippe Pertuit (saisons 6-7)) : Dudley Mafee
- Terry Kinney (VF : Philippe Ariotti) : Hall
- Glenn Fleshler (en) (VF : Bruno Magne) : Orrin Bach
- Stephen Kunken (VF : Yann Guillemot) : Ari Syros
- Ben Shenkman (VF : Pierre Tessier) : Ira Schirmer
- Daniel K. Isaac (en) (VF : Thibaut Lacour) : Ben Kim
- Rob Morrow (VF : Éric Aubrahn) : Adam DeGiulio
- Louis Cancelmi (en) (VF : Fabrice Lelyon) : Victor Mateo
- Timothy Davis (VF : Jean-Baptiste Marcenac) : le chef Ryan
- Jack Gilpin (VF : Mario Pecqueur) : Sean Ayles
- Harry Lennix (VF : Thierry Desroses) : Franklin Sacker
- Jack Gore (VF : Matt Marot (saisons 1 à 3) puis Yohann Lévy (saison 5)) : Gordie Axelrod
- Malachi Weir (VF : Pierre Tissot) : Lonnie Watley (saisons 1 à 4)
- Jerry O'Connell (VF : Loïc Houdré) : Steven Birch (saisons 1 à 4 puis 6)
- Arthur J. Nascarella (en) (VF : Gérard Sergue) : Bruno Caparello (saisons 1 à 4)
- Alexa Swinton (VF : Yona Dattas (saison 1) puis Cécile Gatto (saisons 2 à 5)) : Eva Rhoades (saisons 1 à 5)
- Nathan Darrow (en) (VF : Sébastien Desjours) : Mick Danzig (saisons 1, 2 et 4)
- Dennis Boutsikaris (VF : Michel Voletti) : Kenneth Malverne (saisons 1 à 3)
- Scott Cohen (VF : Lionel Tua) : Pete Decker (saisons 1, 3 et 5)
- Deborah Rush (VF : Anne Plumet) : Ellen Roahdes (saisons 1, 3 et 5)
- Susan Misner (VF : Rafaèle Moutier) : Terri McCue (saisons 1 et 3)
- Richard Thomas (VF : Bernard Bollet) : Sanford Bensinger (saison 2)
- Danny Strong (VF : Laurent Morteau) : Todd Krakow (saisons 2 à 7)
- Matt Servitto (VF : Jean-François Aupied) : Bob Sweeney (saisons 2 à 7)
- Allan Havey (VF : Mathieu Rivolier) : Karl Allard (saisons 2 à 7)
- David Strathairn (VF : Guy Chapellier) : « Black » Jack Foley (saisons 2 à 4)
- Eric Bogosian (VF : Mathieu Buscatto) : Lawrence Boyd (saisons 2, 3 et 5)
- Christopher Denham (VF : Vincent de Boüard) : Oliver Dake (saisons 2-3)
- Marc Kudisch (VF : Lionel Tua) : Dr Gus (saisons 2 à 4)
- Shaunette Renée Wilson (VF : Valérie Decobert) : Stephanie Reed (saison 2)
- Will Roland (VF : Loïc Hourcastagnou (saison 3) puis Romain  Altché (saisons 4 à 7)) : Winston (saisons 3 à 7)
- Sarah Stiles (en) (VF : Pascale Mompez) : Bonnie Barella (saisons 3 à 6)
- Clancy Brown (VF : Michel Vigné) : Waylon « Jock » Jeffcoat (saisons 3, 4 et 7)
- Harris Yulin (VF : Patrick Messe) : le juge Funt (saisons 3-4)
- John Malkovich (VF : Edgar Givry) : Grigor Andolov[8] (saison 3, 4 et 7)
- Mike Birbiglia (VF : Stéphane Miquel) : Oscar Langstraat (saisons 3 et 5)
- Saul Rubinek (VF : Pascal Casanova) : Hap Halloran (saisons 4 à 7)
- Jade Eshete (en) (VF : Corinne Wellong) : Lauren Turner (saisons 4 à 7)
- Samantha Mathis (VF : Dominique Vallée) : Sara Hammon[9] (saisons 4 à 7)
- Dhruv Maheshwari (VF : Paolo Domingo (saisons 4-5) puis Fred Colas (saisons 6-7)) : Tuk Lal (saisons 4 à 7)
- Nina Arianda (VF : Marie-Laure Dougnac) : Rebecca Cantu (saison 4)
- Michael Rispoli (VF : Bernard Bollet) : Ritchie Sansome (saison 4)
- Kevin Pollak (VF : Patrice Dozier) : Douglas Mason (saison 4)
- Michael Raymond-James (VF : Jérôme Pauwels) : Jackie Connerty[10] (saison 4)
- Lily Gladstone (VF : Julie Mouchel) : Roxanne (saisons 4, 5 et 7)
- Julianna Margulies (VF : Hélène Chanson) : Catherine Brant[6] (saison 5)
- Roma Maffia (VF : Frédérique Cantrel) : Mary Ann Gramm[7] (saison 5)
- Frank Grillo (VF : David Krüger) : Nico Tanner[11] (saison 5)
- Rick Hoffman (VF : Vincent Violette) : Dr Swerdlow[12] (saison 5)
- Eva Victor (VF : Sandra Valentin (saison 5) puis Chantal Baroin (saisons 5 à 7)) : Rian (saisons 5 à 7)
- Piper Perabo (VF : Olivia Nicosia) : Andy Salter (saisons 6-7)

### Invités
- Annapurna Sriram (VF : Olivia Nicosia) : Tara Mohr (saison 1, épisodes 2 à 4)
- Noah Emmerich (VF : Patrick Béthune) : Freddie Aquafino (saison 1, épisode 4)
- Wendie Malick (VF : Josiane Pinson) : Leah Calder (saison 5, épisode 5 et saison 6, épisode 6)
- Becky Lynch (créditée en tant que Rebecca Quin) : Elle-même (saison 5, épisode 1)
- Paul «Triple H» Levesque : Lui-même (saison 7, épisode 6)

Version française dirigée par Laurent Dattas (saisons 1 à 5) puis Mélody Dubos (saisons 6 et 7) au studio Libra Films,, d'après une adaptation des dialogues d'Igor Conroux, Félicie Seurin, Hubert Drac, Alexa Donda et Jennifer Dufrene.
 Source et légende : version française (VF) sur RS Doublage et Doublage Séries Database

## Production
Le projet a débuté en mars 2014. La série a été créée par Brian Koppelman, David Levien ainsi qu'Andrew Ross Sorkin, qui est journaliste financier.
En octobre 2014, Damian Lewis décroche le rôle principal alors que Neil Burger a été choisi pour réaliser le pilote. Le casting continue entre décembre et février, dans cet ordre : Maggie Siff, David Costabile, Condola Rashād, Kerry Condon (Lara) et Toby Leonard Moore, puis Malin Åkerman reprend le rôle de Lara deux semaines plus tard.
La série a été commandée par Showtime en mars 2015.
Les deux scénaristes Brian Koppelman et David Levien ont déclaré qu'ils ne cherchent pas à porter de jugement moral sur le monde de la finance mais qu’ils sont plus intéressés par les personnalités des deux protagonistes interprétés par Paul Giamatti et Damian Lewis.
En août et septembre 2015, des rôles récurrents et invités sont ajoutés : Noah Emmerich, Kerry Bishé et Rob Morrow.
Le 26 janvier 2016, après la diffusion de seulement deux épisodes, la série est renouvelée pour une seconde saison.
Le 8 mars 2017, la série est renouvelée pour une troisième saison. Le mois suivant, Asia Kate Dillon, récurrente dans la saison 2, est promue à la distribution principale.
Le 26 avril 2018, la série est renouvelée pour une quatrième saison. À cette occasion, Kelly AuCoin est promu à la distribution principale.
Le 8 mai 2019, la série est renouvelée pour une cinquième saison.
Une sixième saison est commandée le 1er octobre 2020, et une septième saison le 15 février 2022

## Épisodes

### Première saison (2016)
Cette saison est composée de douze épisodes.
1. Jeu de pouvoir (Pilot)
2. Les Droits de parrainage (Naming Rights)
3. Yum Time (YumTime)
4. Liquidation forcée (Short Squeeze)
5. La Belle vie (The Good Life)
6. Le Deal (The Deal)
7. Coup de poing (The Punch)
8. Double murs et parallèles (Boasts and Rails)
9. Où est passé Donnie bordel ? (Where the F*ck Is Donnie?)
10. Qualité de vie (Quality of Life)
11. Pensée magique (Magical Thinking)
12. La Conversation (The Conversation)

### Deuxième saison (2017)
Elle est diffusée depuis le 19 février 2017.
1. Gestion des risques (Risk Management)
2. Le Sursaut (Dead Cat Bounce)
3. Jeu optimal (Optimal Play)
4. La Promesse (The Oath)
5. Le Naira (Currency)
6. Indian Four (Indian Four)
7. Victory Lap (Victory Lap)
8. Le Faiseur de Rois (The Kingmaker)
9. Ainsi passe l'Empire (Sic Transit Imperium)
10. Avec ou sans toi (With or Without You)
11. L'Heure de la grenouille dorée (Golden Frog Time)
12. Bille en main (Ball in hand)

### Troisième saison (2018)
Elle est diffusée depuis le 25 mars 2018.
1. En cas d'égalité, c'est le coureur qui a le point (Tie Goes to the Runner)
2. La Mauvaise Maria Gonzalez (The Wrong Maria Gonzalez)
3. Une génération trop tard (A Generation Too Late)
4. Parcours d'enfer (Hell of a Ride)
5. La Faille de l'étoile de la mort (Flaw in the Death Star)
6. Le Troisième Ortolan (The Third Ortolan)
7. Pas vous, monsieur Dake ! (Not You, Mr Dake)
8. Tous les Wilburys (All the Wilburys)
9. Mise en train (Icebreaker)
10. Le Rachat (Redemption)
11. Kompenso (Kompenso)
12. Le Comptage Elmsley (Elmsley Count)

### Quatrième saison (2019)
Elle est diffusée depuis le 17 mars 2019.
1. La Plus Belle Tactique de Chucky Rhoades (Chucky Rhoades's Greatest Game)
2. Registre d'excitation (Arousal Template)
3. Chicken town (Chickentown)
4. La Fenêtre d'Overton (Overton Window)
5. De mémorables adieux (A Proper Sendoff)
6. Profondeur d'aisance maximale (Maximum Recreational Depth)
7. Un match sans limite (Infinite Game)
8. Nuit de combat (Fight Night)
9. Champion d'Amérique (American Champion)
10. Jour de l'an (New Year's Day)
11. Fugitif (Lamster)
12. Jusqu'à l'extrême (Extreme Sandbox)

### Cinquième saison (2020-2021)
Cette saison sera divisée en deux parties de sept et cinq épisodes respectivement. La première est diffusée depuis le 3 mai 2020, la deuxième à partir du 5 septembre 2021.
1. Les Nouveaux décas (The New Decas)
2. Les Tests de Chris Rock (The Chris Rock Test)
3. Supplie, soudoie, brutalise (Beg, Bribe, Bully)
4. Zone d'opportunité (Opportunity Zone)
5. Le Contrat (Contract)
6. Le Modèle nordique (The Nordic Model)
7. La Pilule Limitless (The Limitless Sh*t)
8. Copenhague ((Copenhagen)
9. Implosion (Implosion)
10. Liberty
11. La Fumée de la victoire (Victory Smoke)
12. No Direction Home (No Direction Home)

### Sixième saison (2022)
Elle est diffusée depuis le 23 janvier 2022.
1. Cannonade
2. Lyin' Eyes
3. STD
4. Burn Rate
5. Rock of Eye
6. Hostis Humani Generis
7. Napoleon's Hat
8. The Big Ugly
9. Hindenburg
10. Johnny Favorite
11. Succession
12. Cold Storage

### Septième saison (2023)
Cette dernière saison de douze épisodes est mise en ligne à partir du vendredi 11 août 2023 sur Paramount+, et diffusée le dimanche suivant à la télévision sur Showtime.
1. Tower of London
2. Original Sin
3. Winston Dick Energy
4. Hurricane Rosie
5. The Gulag Archipelago
6. The Man in the Olive Drab T-Shirt
7. DMV
8. The Owl
9. Game Theory Optimal
10. Enemies List
11. Axe Global
12. Admirals Fund

## Accueil

### Réception critique
La première saison est accueillie de façon plutôt positive par la critique. L'agrégateur de critiques Metacritic lui accorde une note de 69 sur 100, basée sur la moyenne de 35 critiques. Sur le site Rotten Tomatoes, elle obtient une note moyenne de 72 %, sur la base de 47 critiques.
Pierre Langlais pour Télérama estime que la série n'est pas « la série d'auteur exigeante que nous attendions » en raison de « grosses ficelles narratives » et de « l'écriture un peu lourde ».

## Récompenses et nominations
- Nomination à la meilleure série lors du Festival de télévision de Monte-Carlo 2017
- Nomination du meilleur acteur dans une série télévisée dramatique pour Paul Giamatti lors de la 8e cérémonie des Critics' Choice Television Awards et la 10e cérémonie des Critics' Choice Television Awards
- Nomination du meilleur acteur dans un second rôle dans une série télévisée dramatique pour Asia Kate Dillon lors de la 8e cérémonie des Critics' Choice Television Awards, la 9e cérémonie des Critics' Choice Television Awards et la 10e cérémonie des Critics' Choice Television Awards